# Hornblenda
Hornblenda és el nom que reben els minerals de color negre o foscos del grup dels amfíbols, generalment ferrohornblenda o magnesiohornblenda, i es fa servir com a sinònim d'aquests. El nom va ser donat l'any 1789 per Abraham Gottlieb Werner, d'un vell terme alemany per minerals foscos sense valor i del mineral "blenda", que significa enganyar.

## Característiques
Aquest nom agrupa a minerals aluminosilicats. Tècnicament formen sèries de solució sòlida sent un extrem la ferrohornblenda i l'altre la magnesiohornblenda, en la qual la substitució gradual del ferro per magnesi va donant els diferents minerals de la sèrie. També forma una sèrie de solució sòlida amb l'actinolita, d'estructura cristal·lina molt semblant.
En la seva xarxa cristal·lina, els ions de ferro, magnesi i alumini es poden substituir mútuament sense problema i, per tant, és difícil distingir o fins i tot separar els diferents minerals, segons l'element predominant. Segons regla general, només es pot indicar que els minerals amb major contingut en ferro tenen colors més foscos.
És de color fosc a verd fosc, els cristalls solen ser opacs, encara que alguns exemplars petits o d'excepcional puresa poden ser transparents. El seu hàbit cristal·lí va des de petits prismes curts fins agulles; el tall pels cristalls pot ser hexagonal, encara que rares vegades són simètrics; també se sol trobar en forma massiva. Es trenca de forma imperfecta en dues direccions, i la fractura és irregular. Deixa ratlla marró o grisenca a la taula de porcellana.

## Formació i jaciments
L'hornblenda és petrogènica, és a dir, forma part de la composició de moltes roques, com ara els granits o els gneiss. Encara que l'hornblenda estigui tan àmpliament distribuïda, no es troba freqüentment en les col·leccions, ja que no sol formar cristalls vistosos. Es troba normalment associada a altres minerals, com quars, feldespat, augita, magnetita o mica.